# PZInż. 343
Der PZInż. 343 war ein polnischer Artillerieschlepper aus der Zwischenkriegszeit und wurde 1939 als Prototyp gebaut.

## Entwicklungsgeschichte
Nachdem die Entwicklung zum PZInż. 342 abgeschlossen war und man mit der Produktion der Prototypen begann, entwickelten die Ingenieure unter Włodzimierza Horwatta von Państwowe Zakłady Inżynierii (kurz PZInż.) Ende 1938, Anfang 1939 einen weiteren Artillerieschlepper. Dieser war dem PZInż. 342 sehr ähnlich, hatte jedoch einen etwas schwächeren Motor, kleinere Räder und war zehn Zentimeter niedriger.
Nachdem man die Entwicklung und den Bau des Prototyps abgeschlossen hatte, wurde dieser intensiven Tests und Erprobungen unterzogen. Nachdem man Test mit dem Ziehen von leichten Flugabwehrkanonen durchgeführt hatte, verglich man den Artillerieschlepper mit dem Vollkettenschlepper C2P. Dabei verglich man die Geschwindigkeit auf befestigten und unbefestigten Straßen, die Tragfähigkeit, die Geräuschentwicklung und die Reparaturmöglichkeiten im Gelände. Bei all diesen Vergleichen schnitt der PZInż. 343 deutlich besser ab. Nachteilig war allerdings die schlechtere Geländegängigkeit abseits von Wegen, die Größe des Fahrzeugs und das deutlich höhere Gewicht zum C2P. Aus diesem Grund entschied man, dass der PZInż. 343 kein Nachfolger, sondern eine Ergänzung zum C2P werden sollte.

## Produktion
Vom PZInż. 343 wurden bis zum 1. August 1939 vier Prototypen hergestellt. Bis zum 1. Juni 1941 plante man die Serienfertigung von 200 Fahrzeugen. Aufgrund des Einmarsches in Polen durch die Wehrmacht, wurde die Serienfertigung nicht aufgenommen.

## Technische Daten
Die grundlegenden Elemente basierten auf den Lastkraftwagen vom Typ PZInż. 703. Der PZInż. 343 verfügte über einen Allradantrieb und wurde von einem 75 PS starken Sechszylindermotor vom Typ PZInż. 705 angetrieben. Das Eigengewicht des Fahrzeugs lag bei 4,22 t. Bei einer Nutzlast von 2,1 t hatte das Fahrzeug eine zulässige Gesamtmasse von 6,32 t. Zusätzlich konnte der PZInż. 343 einen 3 t schweren Anhänger ziehen.

## Einsatz
Das Fahrzeug sollte hauptsächlich für den Transport der 4-cm-Flak Bofors mit Zubehör, Munition und persönlicher Ausrüstung der Besatzung genutzt werden. Als zweites Einsatzgebiet sollte er als geländefähiger Lastkraftwagen genutzt werden. Was nach dem Einmarsch der Wehrmacht mit den Fahrzeugen geschah, ist nicht bekannt.

## Replika
Vom PZInż. 343 gibt es einen Nachbau, welcher oft für Vorführungen und Ausstellungen genutzt wird.